# Chef de Rang
Ein Chef de Rang ist in der Hierarchie eines Serviceteams dem Maître d’hôtel (Restaurantleiter, Restaurant Manager) und dessen Stellvertreter (Assistant Restaurant Manager) unterstellt. In deren Abwesenheit ist er verantwortlich für den reibungslosen Ablauf des Service und steht somit im Rang über dem Demichef de rang und dem Commis de Rang. Um diese Tätigkeit ausüben zu können, werden üblicherweise eine Ausbildung im Hotel- und Gastgewerbe und mehrere Jahre Berufserfahrung gefordert. Darüber hinaus müssen Beschäftigte in der Gastronomie eine Bescheinigung über die Belehrung gemäß Infektionsschutzgesetz besitzen. In der Regel werden auch fundierte Fremdsprachenkenntnisse erwartet.
In der klassischen Sternegastronomie ist ein Chef de Rang für eine Servicestation mit ca. 20 bis 25 Gästen zuständig. Er empfängt die Gäste, platziert sie, spricht Empfehlungen aus und nimmt die Bestellungen auf. Eventuell berät er die Gäste auch in Sachen Wein und übernimmt somit auch die Funktion des Sommeliers.
Bei seiner Arbeit wird er in der Regel sowohl von einem Demi Chef de Rang als auch von einem Commis de Rang unterstützt, die zum Beispiel Besteck nachdecken, Brot an den Tisch bringen, Wein und Wasser nachschenken und Speisen servieren.
Filetieren, Tranchieren und Flambieren von Speisen sind ebenfalls Aufgaben des Chef de Rang. In besonders exquisiten Restaurants übernimmt dies öfter auch der Maître d’hôtel oder der Restaurantleiter.
In der modernen Systemgastronomie wird der Chef de Rang auch in der Funktion des stellvertretenden Restaurantleiters gleichzeitig als Stationskellner eingesetzt. Dabei unterstützt ein Commis de Rang oder ein Auszubildender gleich mehrere Chefs de Rang. Um Kosten zu sparen, werden in manchen Restaurants auch Auszubildende, Commis de Rang oder Demi Chefs de Rang als Stationskellner eingesetzt.